# Цогоевы
Цого́евы (осет. Цогойтæ) — осетинская фамилия, происходит из селения Луар (Алагирское общество).

## Происхождение
Алагирская фамилия Цогоевых по преданиям происходит от мужчины по имени Фыдагл, жившего в начале XVI века. Он жил в селении Луар, где у него появились трое сыновей от которых происходят фамилии: Алборовых, Кадзаевых и Цогоевых. Впоследствии между братьями стали возникать конфликты, в результате этого род разделился. Цогой остался на прежнем месте, а остальные ушли на юг — Кадза направился в сел. Тли (Туалгом) и Албор ушёл в Кударское ущелье основав своё селение Надарваз (Æлбортыхъæу). В настоящее время между этими фамилиями поддерживаются дружественные отношения.

## Генетическая генеалогия
Цогоев — Z7940 > Z7961 > FGC719 > FGC729 > GG330

## Известные представители
- Артём Владимирович Цогоев (1980) — писатель, инвестор, просветитель, известный специалист по инвестициям в недвижимость.
- Аслан Таймуразович Цогоев (1966) — заслуженный тренер России по вольной борьбе.
- Батраз Таймуразович Цогоев (1971) — художник, генеральный директор национального музея РСО-Алания.[2]
- Виталий Георгиевич Цогоев (1952) — доктор экономических наук, профессор Владикавказского института управления (ВИУ).
- Олег Борисович Цогоев (1934–2013) — заслуженный геолог РФ, директор инженерного центра "Геолнеруд".
- Таймураз Измаилович Цогоев — заведующий кафедрой гражданского права и процесса СКГМИ, профессор, кандидат юридических наук.[3]